# 1997-es Formula–1 belga nagydíj
A belga nagydíj volt az 1997-es Formula–1 világbajnokság tizenkettedik futama.

## Futam
A belga nagydíjon Villeneuve indult az első helyről, de az esős verseny végéig visszacsúszott az ötödik helyre. Michael Schumacher jelentős előnnyel győzött a pályafutása addigi legjobb eredményét elérő Fisichella előtt. A harmadik helyen Mika Häkkinen ért célba, de szabálytalan üzemanyag használat miatt kizárták, így a harmadik helyért járó 4 pontot Frentzen kapta meg.
| Helyezés | #  | Versenyző             | Csapat/Motor      | Futott körök | Idő/Kiesés oka | Rajthely | Pontszám |
| -------- | -- | --------------------- | ----------------- | ------------ | -------------- | -------- | -------- |
| 1        | 5  | Michael Schumacher    | Ferrari           | 44           | 1:33:46,717    | 3        | 10       |
| 2        | 12 | Giancarlo Fisichella  | Jordan-Peugeot    | 44           | +26,753        | 4        | 6        |
| 3        | 4  | Heinz-Harald Frentzen | Williams-Renault  | 44           | +32,147        | 7        | 4        |
| 4        | 16 | Johnny Herbert        | Sauber-Petronas   | 44           | +39,025        | 11       | 3        |
| 5        | 3  | Jacques Villeneuve    | Williams-Renault  | 44           | +42,103        | 1        | 2        |
| 6        | 8  | Gerhard Berger        | Benetton-Renault  | 44           | +1:03,741      | 15       | 1        |
| 7        | 2  | Pedro Diniz           | Arrows-Yamaha     | 44           | +1:25,931      | 8        |          |
| 8        | 7  | Jean Alesi            | Benetton-Renault  | 44           | +1:42,008      | 2        |          |
| 9        | 17 | Gianni Morbidelli     | Sauber-Petronas   | 44           | +1:42,582      | 13       |          |
| 10       | 6  | Eddie Irvine          | Ferrari           | 43           | +1 kör         | 17       |          |
| 11       | 19 | Mika Salo             | Tyrrell-Ford      | 43           | +1 kör         | 19       |          |
| 12       | 23 | Jan Magnussen         | Stewart-Ford      | 43           | +1 kör         | 18       |          |
| 13       | 1  | Damon Hill            | Arrows-Yamaha     | 42           | +2 kör         | 9        |          |
| 14       | 20 | Katajama Ukjó         | Minardi-Hart      | 42           | +2 kör         | 20       |          |
| 15       | 14 | Jarno Trulli          | Prost-Mugen-Honda | 42           | +2 kör         | 14       |          |
| Kizárva  | 9  | Mika Häkkinen         | McLaren-Mercedes  | 44           | Kizárva        | 5        |          |
| Kiesett  | 18 | Jos Verstappen        | Tyrrell-Ford      | 25           | Kicsúszás      | 21       |          |
| Kiesett  | 11 | Ralf Schumacher       | Jordan-Peugeot    | 21           | Kicsúszás      | 6        |          |
| Kiesett  | 10 | David Coulthard       | McLaren-Mercedes  | 19           | Kicsúszás      | 10       |          |
| Kiesett  | 21 | Tarso Marques         | Minardi-Hart      | 18           | Kicsúszás      | 22       |          |
| Kiesett  | 22 | Rubens Barrichello    | Stewart-Ford      | 8            | Kormánymű      | 12       |          |
| Kiesett  | 15 | Nakano Sindzsi        | Prost-Mugen-Honda | 5            | Elektronika    | 16       |          |

## A világbajnokság élmezőnyének állása a verseny után
| H  | Versenyzők            | Pont | H  | Konstruktőrök    | Pont |
| -- | --------------------- | ---- | -- | ---------------- | ---- |
| 1. | Michael Schumacher    | 66   | 1. | Ferrari          | 84   |
| 2. | Jacques Villeneuve    | 55   | 2. | Williams-Renault | 78   |
| 3. | Heinz-Harald Frentzen | 23   | 3. | Benetton-Renault | 47   |
| 4. | Jean Alesi            | 22   | 4. | McLaren-Mercedes | 28   |
| 5. | Gerhard Berger        | 21   | 5. | Jordan-Peugeot   | 25   |

## Statisztikák
Vezető helyen:
- Jacques Villeneuve: 4 (1-4)
- Michael Schumacher: 40 (5-44)

Michael Schumacher 26. győzelme, Jacques Villeneuve 10. pole-pozíciója, 8. leggyorsabb köre.
- Ferrari 112. győzelme.